# Acantholimon bakhtiaricum
Acantholimon bakhtiaricum är en triftväxtart som beskrevs av Mostafa Assadi. Acantholimon bakhtiaricum ingår i släktet Acantholimon och familjen triftväxter. Inga underarter finns listade i Catalogue of Life.